# Linia kolejowa nr 937
Tor łączący nr 937 – niezelektryfikowany, jednotorowy element sieci kolejowej łączący stację kolejową Warszawa Okęcie ze stacją kolejową Jeziorna. Właścicielem toru, który rozpoczyna się od rozjazdu kolejowego Warszawa Okęcie R96 jest firma PGNiG Termika.

## Historia
Tor łączący nr 937 zbudowany został jako bocznica szlakowa w 1935 roku do obsługi zakładów papierniczych w Jeziornie. Po II wojnie światowej infrastrukturę rozbudowano o nowe bocznice kolejowe prowadzące do zakładów przemysłu elektronicznego w Piasecznie (Lamina, Polkolor) i elektrociepłowni Siekierki w Warszawie.

## Charakterystyka
Tor rozpoczyna się na stacji węzłowej Warszawa Okęcie. Początkowo przebiega równolegle z linią kolejową nr 8. Na wysokości przystanku kolejowego Nowa Iwiczna odgałęzia się od głównego szlaku w kierunku Piaseczna.
Po torze łączącym nr 937 prowadzony jest wyłącznie ruch towarowy. Są to głównie przewozy: węgla kamiennego, mazutu i biomasy do elektrociepłowni Siekierki. Bocznica kolejowa do elektrociepłowni rozpoczyna się na stacji kolejowej Jeziorna. Pozostałe bocznice kolejowe do zakładów przemysłowych są niewykorzystane lub zostały rozebrane (np. w 2014 roku rozebrano odcinek bocznicy kolejowej od stacji Jeziorna do dawnej papierni).
Po torze kursują pociągi prowadzone przez lokomotywy spalinowe PKP Cargo, Pol-Miedź Trans i DB Cargo Polska. Na stacji kolejowej Jeziorna znajduje się punkt zdawczo-odbiorczy i zaczyna się bocznica szlakowa do EC Siekierki. Ruch na tej bocznicy kolejowej prowadzony jest przez spółkę PKP Cargo Service.

## Potencjalne przewozy pasażerskie
Na odcinku Nowa Iwiczna – Jeziorna kilkukrotnie rozważane były kolejowe przewozy pasażerskie. Studium na ten temat zostało opracowane w 2008 roku. Według jednego z projektów przystanki osobowe na torze znajdowałyby się w: Nowej Iwicznej, Piasecznie, Julianowie, Kierszku i Jeziornie. Kilkakrotnie w terminach wyborów samorządowych odbywały się okolicznościowe przejazdy szynobusów z udziałem mediów, lecz żadne inne działania zmierzające do realizacji ruchu pasażerskiego nie zostały podjęte. W 2024 roku PKP PLK złożyły do regionalnej dyrekcji ochrony środowiska w Warszawie wniosek o wydanie decyzji o uwarunkowaniach środowiskowych dla zadania "dobudowa torów aglomeracyjnych na odcinku Warszawa Al. Jerozolimskie – Piaseczno". W ramach wniosku zawarto także informację o przystosowaniu do ruchu pasażerskiego LK937.